# Vlag van Oostrozebeke
De vlag van Oostrozebeke werd door de gemeenteraad op 13 februari 1987 officieel vastgesteld als de gemeentelijke vlag van de West-Vlaamse gemeente Oostrozebeke. Op 26 mei 1987 werd hij door het Bestuur van Vlaanderen bevestigd en uiteindelijk gepubliceerd op 3 december 1987 in het officiële Belgisch Staatsblad.
Officieel wordt de vlag beschreven als:
Gevierendeeld 1. groen met drie gele aanziende hertekoppen 2. en 3. geel met een zwarte halve leeuw, rood getongd en geklauwd 4. groen met een witte halve blatende ram, rood getongd.
De vlag is volledig gebaseerd op het gemeentewapen en ziet er dus helemaal hetzelfde uit.

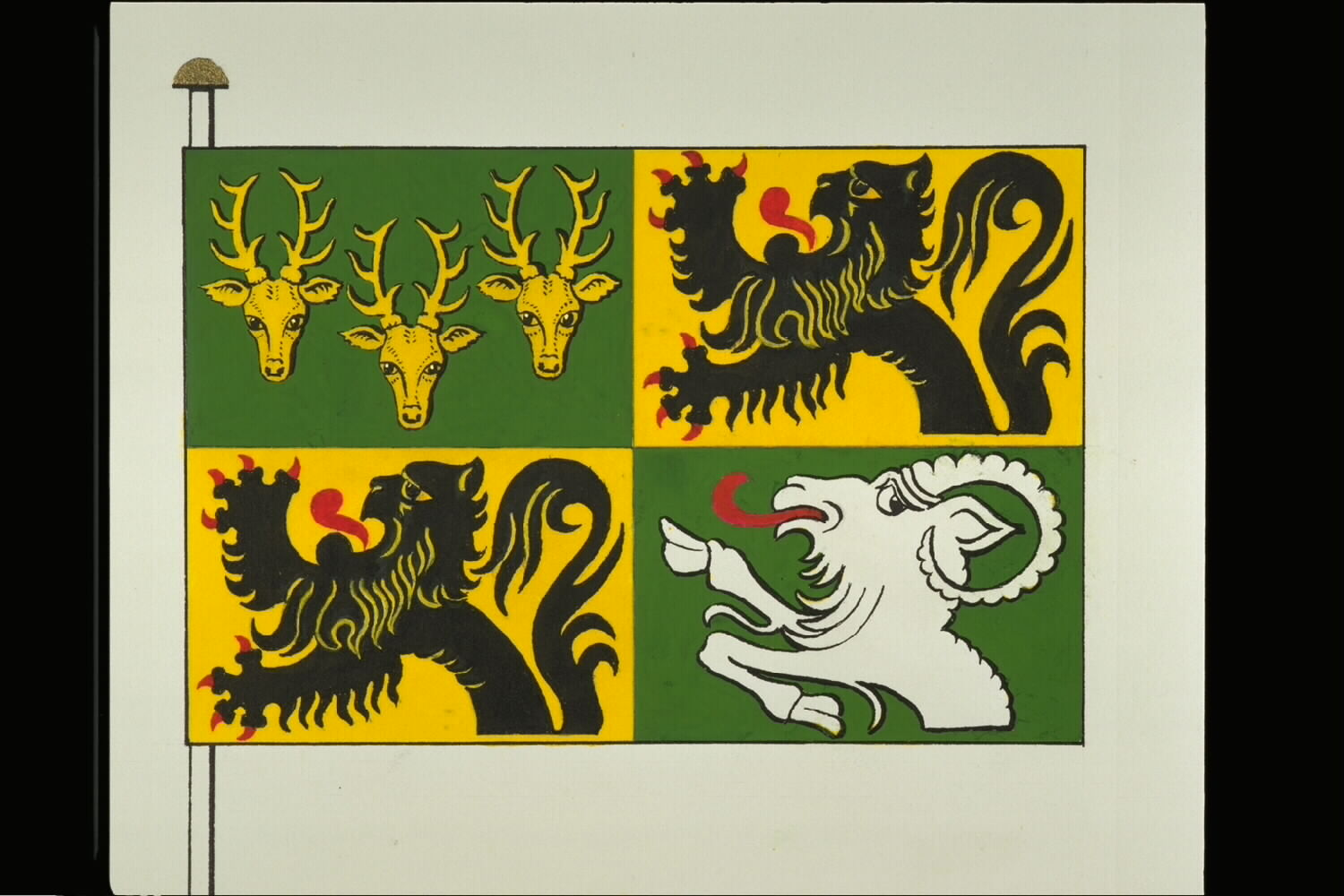
Officiële tekening van de vlag